# Saint-Loup (Nièvre)
Saint-Loup – miejscowość i gmina we Francji, w regionie Burgundia-Franche-Comté, w departamencie Nièvre.
Według danych na rok 1990 gminę zamieszkiwało 448 osób, a gęstość zaludnienia wynosiła 26 osób/km² (wśród 2044 gmin Burgundii Saint-Loup plasuje się na 496. miejscu pod względem liczby ludności, natomiast pod względem powierzchni na miejscu 548.).